# Parcul Yamashita
Parcul Yamashita (山下公園 Yamashita Kōen?) este un parc din Yokohama, Japonia, primul parc de faleză din Japonia.

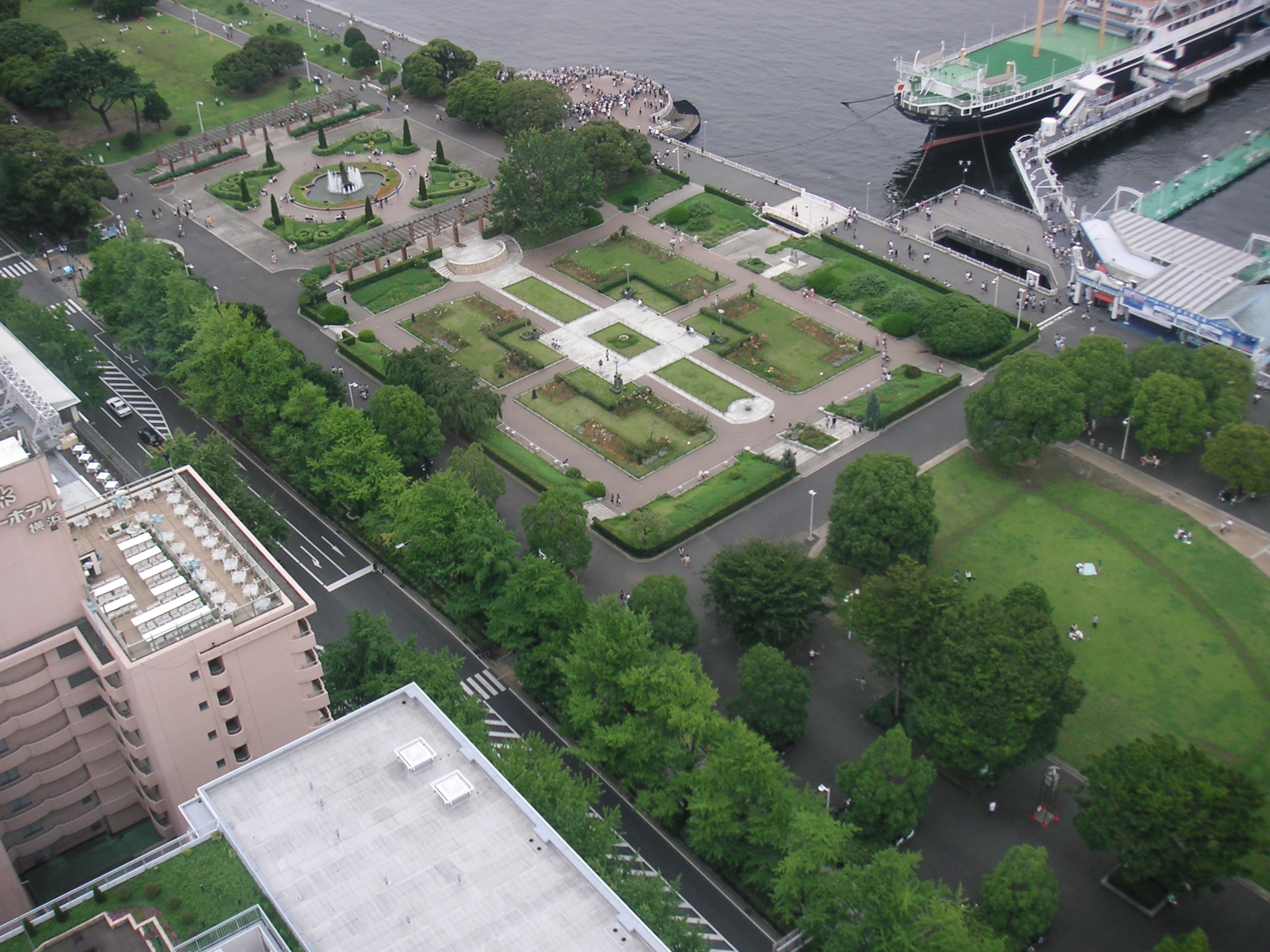
Parcul Yamashita

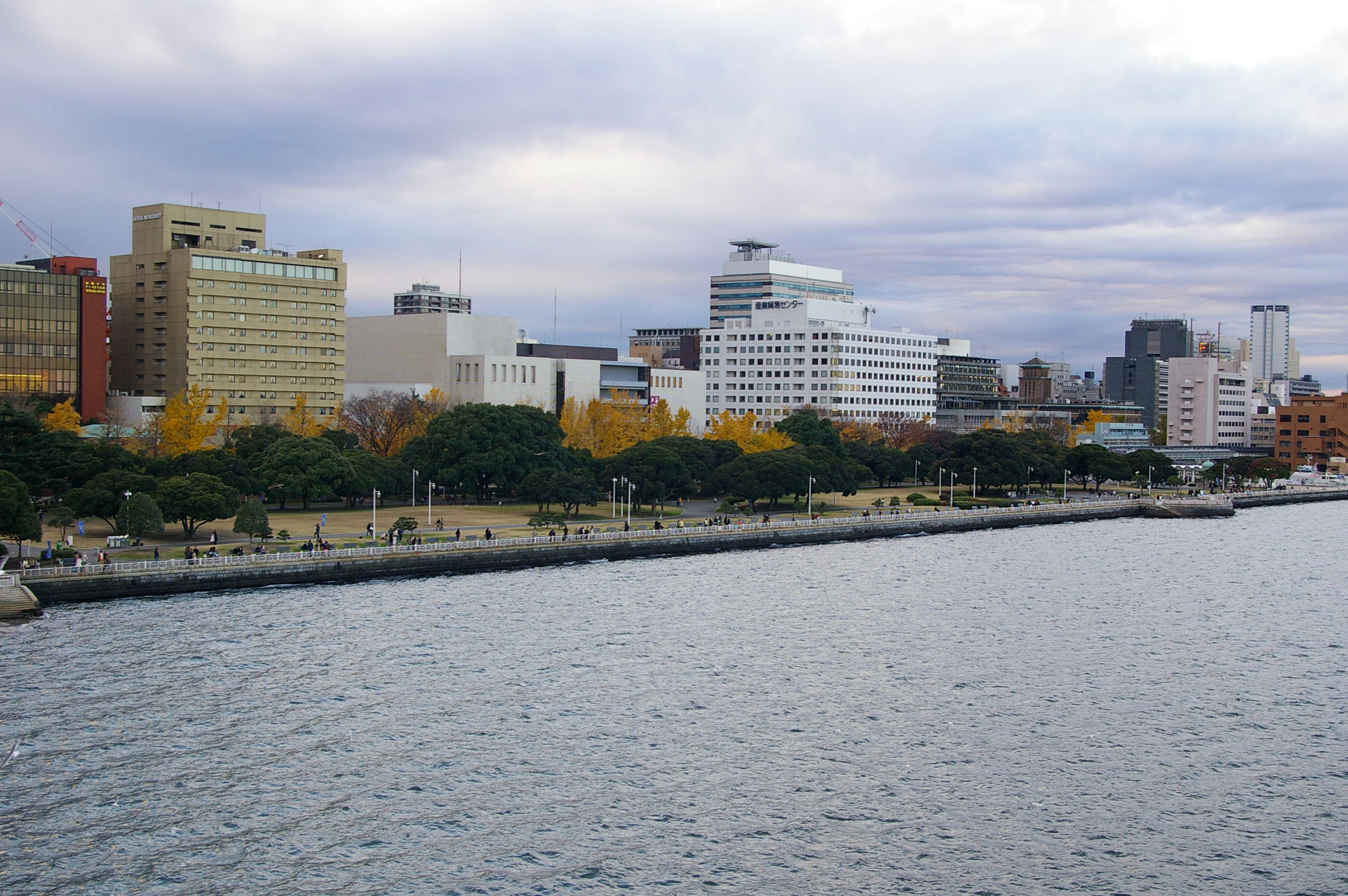
Parcul Yamashita văzut dinspre mare

Când majoritatea clădirilor de-a lungul falezei au fost distruse în cutremurul din 1 septembrie 1923, un scoțian numit Marshall Martin, care fusese rugat de către primarul orașului Yokohama, Chūchi Ariyoshi, să ajute la  reconstruirea orașului, a propus ca molozul să fie folosit pentru crearea unui parc de-a lungul falezei.
Când parcul cu lungimea de 774 m a fost inaugurat pe 15 martie 1930, faleza era extinsă cu 50 de metri înspre mare, și era plin de spaliere, straturi cu flori, tufe și o fântână de apă. Avea și un bazin care permitea vaselor să ancoreze în interiorul grădinii, dar acesta a fost umplut cu pământ în 1955 creând o mini-grădină afundată.
După ocupația americană din 1945, militarii americani au construit case pentru militari în incinta parcului, case care au fost demolate când parcul a fost recedat autorităților japoneze în 1959.
Parcul se termină la o parte cu un chei, Ōsanbashi, de unde plecau vasele de pasageri transoceanice.

## Monumente
- Fântâna indiană, donată de „Uniunea Indienilor din Yokohama” în 1939 în memoria indienilor care au murit în cutremurul din 1923, și ca mulțumire pentru felul în care au fost ajutați concetățenii lor după cutremur.
- Relieful generalului filipinez Artemio Ricarte (erou al războiului de independență de Spania), care a trăit în exil la Yokohama. Monument de granit din 1971.
- Gardiana apei, o sculptură a unei amerindiene de Donald Hord, donată de San Diego, SUA, în 1961
- O replică a unui clopote misionar de-a lungul El Camino Real, donat în 1957 de San Diego
- Sculptura de bronz „Fetiță cu pantofi roșii”. Creată în 1979 de Masamichi Yamamoto, este o întruchipare a fetiței dintr0un cunoscut cântec de copii japonez (compozitor: Ujo Noguchi).

## Cronologie
- cca. 1863: completarea pontonului francez (actualmente, la mijlocul parcului)
- 1923, 20 septembrie: planul inițial de reconstrucției a falezei distruse de cutremur
- 1923, 14 octombrie: planul de reconstrucție include proiectul parcului
- 1923, 15 noiembrie: se decide numele Yamashita Kōen („Parcul Yamashita”).
- 1925, iunie: începe construcția
- 1930, 28 februarie: construcția este terminată
- 1930, 15 martie: deschiderea oficială a parcului
- 1935, (26 martie-24 mai): are loc „Festivalul de comemorare a reconstrucției orașului” (復興記念横浜大博覧会)
- 1945: parcul este rechizițional de armata americană
- 1954: armata americană nu mai folosește parcul
- 1959: rechiziționarea se sfârșește complet
- 1961: termionarea lucrărilor de reconstrucție a parcului. Vasul Hikawa-maru este ancorat lângă parc.
- 1961: începe construcția unei linii ferate care trece prin parc
- 1965: se deschide linia ferată
- 1971, octombrie: este instalat monumentul generalului Ricarte
- 1983: serie de atacuri asupra boschetarilor din parc (unii sunt omorâți)
- 1986: linia ferată se închide
- 1988: în legătură cu pregătirile pentru „Yokohama Exotic Showcase '89” se reconstruiește partea de est, se adaugă o parcare etc.
- 1989: cu ocazia  „Yokohama Exotic Showcase '89” vizitatorii sunt transportați cu trenuri pe linia ferată prin parc
- 1989, iunie: doi mânuitori de focuri de artificii mor într-un accident
- 2000, iunie: sunt nivelate elevațiile după linia ferată
- 2007, februarie: parcul este înregistrat ca „loc memorial” (登録記念物)